# Antônio Rodrigues de Azevedo Ferreira
Antônio Rodrigues de Azevedo Ferreira, barão de Santa Eulália (Lorena, 13 de junho de 1838 — Lorena, 15 de janeiro de 1889), foi um político e magistrado brasileiro.
Filho de João José Rodrigues Ferreira e D. Maria Leopoldina Vicente de Azevedo, casou-se com sua prima D. Eulália Moreira de Castro Lima, filha da viscondessa de Castro Lima.
Formado pela Faculdade de Direito de São Paulo e membro do Partido Conservador, foi vereador e presidente da Câmara Municipal de Lorena. Foi deputado provincial várias vezes e vice-presidente da província de São Paulo, em 1889.
Agraciado oficial da Imperial Ordem da Rosa.